# Sextiljon
Sextiljon är talet 1036 i tiopotensnotation, och kan skrivas med en etta följt av 36 nollor, alltså
1 000 000 000 000 000 000 000 000 000 000 000 000.
Ordet sextiljon kommer från det latinska prefixet sex- (sex) och med ändelse från miljon.
En sextiljon är lika med en miljon kvintiljoner eller en miljondel av en septiljon.
En sextiljondel är 10−36 i tiopotensnotation.
På engelska och flera andra språk är räkneorden motsvarande biljon, triljon, kvadriljon, kvintiljon, sextiljon och så vidare tvetydiga och kan antingen motsvara den svenska ("långa skalan") eller ange mycket mindre enheter ("korta skalan"). Enligt den korta skalan heter sextiljon på engelska "undecillion". Det engelska ordet "sextillion" motsvarar då det svenska triljard (1021).